# Мусино (Кугарчинський район)
Му́сино (рос. Мусино, башк. Муса) — присілок у складі Кугарчинського району Башкортостану, Росія. Входить до складу Новопетровської сільської ради.
Населення — 103 особи (2010; 118 в 2002).
Національний склад:
- башкири — 92%